# Premio Rhegium Julii
Il Premio Rhegium Julii nasce a Reggio Calabria nel 1968 , per iniziativa di un gruppo di giovani che, coordinati da Giuseppe Casile, danno vita al Circolo Culturale Rhegium Julii.
Inizialmente promuove alcuni premi di poesia inedita. Nel corso degli anni, all'iniziale premio di poesia se ne affiancano molti altri che costituiscono quattro gruppi fondamentali: il Premio Rhegium Julii per l'Inedito, il Premio Nazionale Rhegium Julii (per opere letterarie edite), il Premio Rhegium Julii per l'Opera Prima, il Premio internazionale "Città dello Stretto".

## Storia
Oltre ai premi, il circolo promosse eventi culturali (di cui è ancor viva la tradizione) e cenacoli con personalità quali: Gilda Trisolini, Emilio Argiroffi, Enzo Misefari, Pasquino Crupi, Francesco Fiumara, Ernesto Puzzanghera, Rodolfo Chirico, Nino Freno, Antonietta Maria Corsaro, Lina Gangemi, Elio Stellitanom, Adriana Condemi, Rosita Borruto.
La giuria e i vincitori del premio sono ricevuti al Quirinale dal Presidente della Repubblica  nel 1982, 1983, 1987, 1996, 2008.
Nel 2017 la presidenza del Rhegium Julii è stata affidata per alcuni mesi a Mafalda Pollidori , che ha sostituito il Presidente storico Giuseppe Casile, divenuto Presidente onorario dopo 49 anni.
Dall'ottobre del 2017 la carica di Presidente è ricoperta da Giuseppe Bova.

## Premio Rhegium Julii per l'Inedito
Il Premio Rhegium Julii per l'Inedito  è nato nel 1968 e da allora è stato conferito all'autore di un componimento poetico inedito. Nel 1986 si è aggiunta una sezione per il racconto inedito; nel 1991 una terza sezione è stata creata per premiare una silloge inedita, di almeno 20 componimenti.

## Premio Nazionale Rhegium Julii
Il Premio Nazionale Rhegium Julii, attivo dal 1972, è destinato a opere letterarie edite e si articola in numerose sezioni. Le sezioni, o categorie sono: Premio Corrado Alvaro (narrativa), Premio Walter Mauro (saggistica), Premio Leonida Repaci (saggistica), Premio Italo Falcomatà (saggistica), Premio "Rastignac" (giornalismo), Premio Lorenzo Calogero (poesia), Premio Gaetano Cingari (studi meridionalistici) e altre attribuzioni speciali, come il Premio Pasqualino Crupi, attribuito a opere di narrativa.

## Premio Rhegium Julii per l'Opera Prima
Il Premio Rhegium Julii per l'Opera Prima, dedicato ad un'opera letteraria edita, è stato in vigore in due differenti momenti: dal 1975 al 1979, inserito nel Premio Nazionale; è poi riapparso dal 1997, con l'intitolazione Premio Fortunato Seminara.

## Premio internazionale Rhegium Julii "Città dello Stretto"
Il Premio Internazionale "Città dello Stretto" , assegnato per la prima volta nel 1984, è conferito a "una personalità internazionale distintasi nel campo della cultura per l’universalità e l’ampiezza dei contenuti resi alla crescita sociale e civile dei nostri popoli".Questa iniziativa del Rhegium Julii è volta a valorizzare l'unità culturale costituita dalle città di Reggio Calabria e Messina, per mezzo dell'estensione ad entrambe le città degli eventi e delle celebrazioni in programma.